# هور یون-جا
هور یون-جا (انگلیسی: Hur Yoon-ja؛ زادهٔ ۱۹ آوریل ۱۹۷۹) بازیکن زن بسکتبال اهل کره جنوبی بود. وی در بازی‌های المپیک تابستانی ۲۰۰۴ شرکت کرده‌است.